# Mar Targarona
Maria del Mar Targarona Borrás (Barcelona, 30 de março de 1953), mais conhecida como Mar Targarona,  é uma diretora, roteirista, produtora e atriz espanhola.

## Biografia
Estudou teatro no Theatre Institute of Barcelona, e mais tarde no National Theater of Strasbourg,  também teve aulas com o diretor Lee Strasberg.  Começou sua carreira profissional no teatro com a companhia Dagoll Dagom e o Teatre Lliure . Mais tarde, ele optou pelo cinema e pela televisão. Fez seus primeiros comerciais pela Rodar y Rodar, uma produtora que fundou em 1990 com o marido Joaquín Padró). Em 1994, Joaquin e Mar fundaram o Fundación Taller de Guionistas, uma escola roteiristas.
Como produtora, através de sua empresa Roll and Roll, ela promoveu a iniciação de vários jovens talentos, como J.A. Bayona, Guillem Morales e Oriol Paulo.

## Filmografia
| Ano  | Título                                    | Como     | Como      | Como       | Como  |
| Ano  | Título                                    | Diretora | Produtora | Roteirista | Atriz |
| ---- | ----------------------------------------- | -------- | --------- | ---------- | ----- |
| 1977 | Taller de comèdies                        |          |           |            | Sim   |
| 1983 | Antaviana                                 |          |           |            | Sim   |
| 1985 | Un parell d'ous                           |          |           |            | Sim   |
| 1989 | Una ombra en el jardí                     |          |           |            | Sim   |
| 1996 | Muere, mi vida                            | Sim      |           | Sim        |       |
| 2002 | Vivancos 3                                |          | Sim       |            |       |
| 2004 | L'habitant incert                         |          | Sim       |            |       |
| 2004 | Entre vivir y soñar                       |          | Sim       |            |       |
| 2005 | Abuela de verano                          | Sim      | Sim       |            |       |
| 2006 | El orfanato                               |          | Sim       |            |       |
| 2008 | Las manos del pianista                    |          | Sim       |            |       |
| 2008 | No me pidas que te bese, porque te besaré |          | Sim       |            |       |
| 2010 | Ull per ull                               | Sim      | Sim       |            |       |
| 2010 | Los ojos de Julia                         |          | Sim       |            |       |
| 2011 | Cut Throats Nine                          |          | Sim       |            |       |
| 2016 | Secuestro                                 | Sim      | Sim       |            |       |
| 2018 | El fotógrafo de Mauthausen                | Sim      | Sim       |            |       |